# الصردف (بعدان)

تعديل مصدري - تعديل

الصردف محلة تابعة لقرية المقلوع، التابعة لعزلة بني منصور بمديرية بعدان إحدى مديريات محافظة إب في الجمهورية اليمنية، بلغ تعداد سكانها 89 حسب تعداد اليمن لعام 2004.